# Impianto cocleare

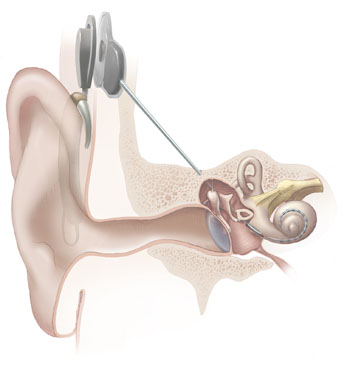
Impianto cocleare

Un impianto cocleare è un orecchio artificiale elettronico in grado di ripristinare la percezione uditiva nelle persone con sordità profonda, ed è utilizzato quando gli apparecchi acustici non ottengono il risultato sperato. L'impianto cocleare (CI) è definito come “coclea artificiale” o “orecchio bionico” ed è uno strumento che si sostituisce alla coclea "naturale" inviando direttamente al nervo acustico linguaggio e rumori ambientali. Proprio per la funzione di sostituzione della trasmissione dell'informazione sensoriale al sistema nervoso, è considerata una neuroprotesi. Si comporta come una vera e propria coclea, che ha funzione di filtro acustico e di traduzione.

## Componenti
L'impianto cocleare è costituito da una componente esterna e una interna.
La parte esterna è composta di un microfono-ricevitore, posizionato a livello retro-auricolare, simile all'apparecchio acustico convenzionale, o con una scatola. Trasforma i suoni in segnali elettrici e li invia a un processore del linguaggio. Il processore è programmato specificamente per trasmettere le informazioni più importanti per il riconoscimento del linguaggio. Questa porzione è la vera coclea artificiale; il segnale acustico viene convertito in segnale elettrico.
La parte interna, posizionata mediante intervento chirurgico, è composta di un ricevitore-stimolatore e un sistema di elettrodi. Il ricevitore-stimolatore è rappresentato da un modulo in ceramica o titanio che contiene un'antenna ricevente e un microchip. L'antenna viene tenuta in sede sulla cute esterna sopra il ricevitore per mezzo di un magnete.  Il microchip decodifica le informazioni ricevute dal processore esterno, trasmette agli elettrodi intracocleari alla disposizione tonotopica e per questo vengono stimolate le fibre del nervo cocleare. La porzione esterna dell'impianto cocleare viene rimossa nelle ore notturne e in situazioni particolari, lasciando piena libertà al paziente di svolgere attività in acqua.

## Storia
La scoperta secondo cui la stimolazione elettrica nel sistema auditivo potesse portare alla percezione del suono risale al 1970.
Le prime stimolazioni dirette del nervo acustico mediante un elettrodo vennero effettuate, durante gli anni cinquanta del Novecento, dai chirurghi André Djourno e Charles Eyriès. Il primo tentativo di sviluppare un impianto cocleare clinico avvenne nel 1957. Nel 1961, il dottor William F. House, professore di otologia considerato essere il padre dell'impianto cocleare, il neurochirurgo John Doyle e l'ingegnere elettrotecnico James Doyle, intrapresero la progettazione di un dispositivo cocleare a canale singolo. William F. House continuò a sviluppare impianti sempre più complessi, per tutti gli anni settanta, con l'aiuto di Jack Urban. Il nuovo apparecchio, costruito da 3M, venne impiantato in alcune migliaia di pazienti e aprì la strada allo sviluppo di nuovi impianti clinici multicanale.

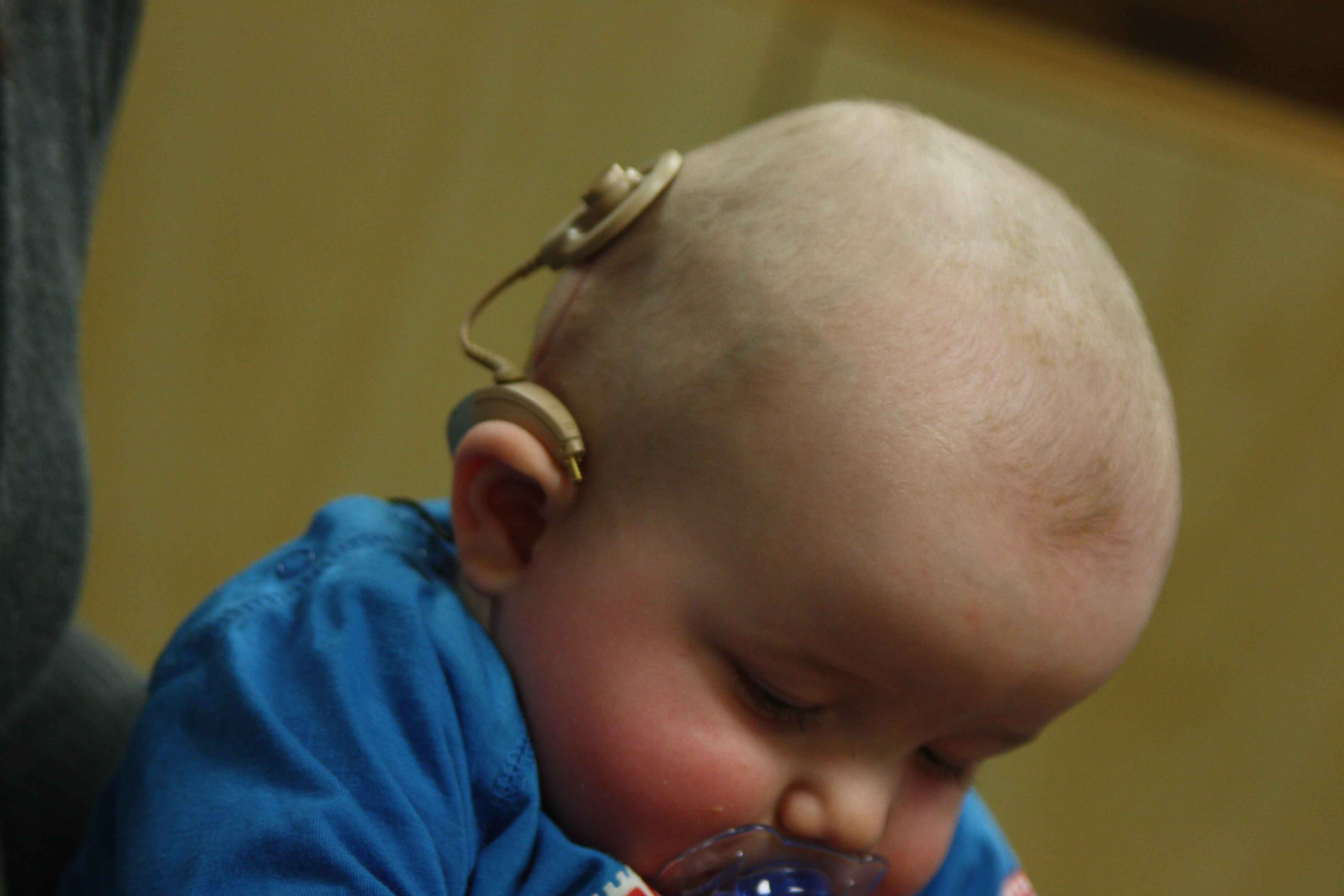
Un bambino con un impianto cocleare.

Nel 1964, Blair Simmons impiantò alcuni pazienti con un dispositivo a sei canali presso l'Università di Stanford. Il congegno sfruttava un collegamento percutaneo così da permettere una stimolazione individuale degli elettrodi. I pazienti non riuscivano ancora a distinguere le parole ma, attraverso il nuovo dispositivo, si capì che stimolando le varie aree della coclea avrebbero potuto percepire diversi toni. Nel 1970, Robin Michelson pubblicò i risultati preliminari delle performance di un apparecchio costituito da elettrodi in oro montato su tre pazienti adulti audiolesi. Lo studio che Michelson presentò alla American Academy of Otolaryngology and Ophthalmology scatenò un forte dibattito, poiché la teoria uditiva ortodossa non riteneva possibile il trasferimento di suoni significativi al cervello attraverso la stimolazione elettrica diretta del tessuto neurale. Robin Michelson continuò i suoi studi presso il Coleman Laboratory dell'Università della California. In questo periodo Robin Michelson conobbe un giovane otorinolaringoiatra californiano, C. Robert Pettit, col quale intraprese una serie di sperimentazioni al fine di migliorare i prototipi di impianti a due canali. I nuovi elettrodi bipolari venivano incorporati nel silastic. Il dipartimento di medicina della UCSF chiese a un giovane ricercatore, Michael Merzenich, di effettuare una serie di test per capire la bontà del progetto di Michelson e Pettit. I primi esperimenti avvennero su dei gatti impiantati. Nel 1972, a uno dei pazienti di Michelson, venne fatta ascoltare una versione di "Where Have All the Flowers Gone?" attraverso l'impianto cocleare, riproducendola grazie a un Moog synthesizer. Il paziente incominciò a bisbigliarla, tenendo il tempo con una matita. Questo test convinse il dipartimento della UCSF a investire nel progetto e la comunità scientifica ad accettare la teoria secondo cui fosse possibile trasmettere suoni significanti al cervello umano tramite la stimolazione elettrica del nervo acustico.
Gli impianti cocleari, inclusi quelli prodotti dalle tre aziende maggiori (Cochlear Corporation, Advanced Bionics e Med-El), incorporano lo stesso design di base. Infatti, il fine ultimo degli impianti cocleari è “percepire” o “demodulare” informazioni dalla voce umana quando quelle informazioni sono presenti in un segnale elettronico. Un impianto cocleare deve anche essere in grado di convertire il campione dell'informazione percepita in un formato elettronico adeguato a raggiungere il nervo vestibolococleare (ottavo cranico), il quale trasmette il campione codificato al centro uditivo del cervello, dove l'informazione è interpretata come informazione significativa. Questo è il motivo per cui possiamo dire che il funzionamento di base dei dispositivi delle tre maggiori aziende sono analoghi. Tuttavia, sono molto diversi per design e funzioni.
La paternità della creazione del primo impianto cocleare è stata attribuita a Adam Kissiah, Jr., impiegato presso il John F. Kennedy Space Center della NASA, che nel Dicembre 1977 ottenne il rilascio del brevetto 4063048. Nel 1976 venne pubblicato un articolo riportante la notizia secondo cui, nei sei mesi precedenti alla sua stesura,  sette pazienti erano stati impiantati con un dispositivo a otto canali. Nel 1972 l'impianto mono-elettrodo di House e 3M fu il primo a essere commercializzato sul mercato.
Parallelamente agli sviluppi tecnologici in California, negli anni ‘70 ci furono due altri gruppi di studiosi interessati allo sviluppo degli impianti cocleari a Vienna,  e Melbourne.
Il 16 dicembre 1977, il professor Kurt Burian impiantò due dispositivi multicanale uno risultato non funzionante ed uno funzionante ma senza risultati sulla comprensione delle parole. Gli impianti erano stati sviluppati dagli scienziati Ingeborg Desoyer-Hochmair e Erwin Hochmair, futuri fondatori di MED-EL, azienda produttrice di impianti cocleari .
Nel 1973. Graeme Clark, professore dell'Università di Melbourne, e il suo team iniziarono a sviluppare il primo prototipo australiano di Impianto Cocleare multicanale, con 20 micro elettrodi che fu, poi, impiantato con successo per la prima volta il 1° agosto 1978 . Il prototipo è in mostra presso il National Museum of Australia di Canberra. Nel 1983 Clark fondò la Cochlear Limited, oggi la più grande azienda al mondo di impianti cocleari e uditivi.
Nel 1985, i risultati di uno studio multicentrico confermarono che il dispositivo multicanale Nucleus (Cochlear Ltd) forniva alla maggior parte delle persone un notevole aiuto nella lettura delle labbra, ma forniva anche una certa comprensione del parlato utilizzando la sola stimolazione elettrica, un risultato che non era stato raggiunto con il dispositivo a canale singolo 3M (Dowell 1986). Queste informazioni furono presentate alla FDA e nell'ottobre 1985 il dispositivo Nucleus venne approvato per l'uso nel trattamento di adulti sordi post-linguali aprendo definitivamente la strada agli impianti multicanale.
A partire dagli anni novanta, i componenti esterni dell'impianto iniziarono a ridurre le proprie dimensioni grazie alla miniaturizzazione dell'elettronica.

## Casi di necessità
Indicazioni generali all'impianto cocleare nell'adulto:
- ipoacusia neurosensoriale bilaterale severa e profonda (oltre 80 dB)
- ipoacusia acquisita successivamente allo sviluppo del linguaggio (post-verbale)
- scarso beneficio con apparecchi acustici (intelligibilità inferiore al 30% con protesizzazione ottimale)
- durata della deprivazione uditiva non superiore a 10 anni

Indicazioni generali all'impianto cocleare nel bambino:
- sordità profonda preverbale (più di 80 dB) con aiuto insufficiente (linguaggio espressivo ridotto)

La privazione della stimolazione acustica provoca un'atrofia dei nuclei uditivi centrali con conseguente involuzione morfologica delle aree uditive, che a sua volta influenza l'organizzazione del sistema nervoso centrale. Le conseguenze si riflettono su tutte le funzioni collegate al buon funzionamento dei centri e delle vie nervose, precisamente su: la percezione acustica (la detezione, la discriminazione, l'identificazione dello stimolo sonoro-verbale, il riconoscimento, la comprensione del messaggio), l'attenzione, la memoria, l'attività spazio-temporale, il livello cognitivo, il carattere e i rapporti sociali.

## La selezione
La selezione dei pazienti viene attuata considerando tutti gli aspetti clinici, psicologici, ambientali che riguardano la persona sorda intesa globalmente, in relazione al suo contesto familiare e sociale. Si distinguono stadi diversi:
- Il primo stadio comprende l'anamnesi, una valutazione audiologica completa comprendente le misure di base (soglia tonale, impedenza), misure di intelligibilità verbale e delle minime capacità uditive ottenute con gli apparecchi acustici. I test audiometrici possono anche essere completati da test elettrofisiologici e otoemissioni se sono necessari a precisare la natura dell'ipoacusia.
- Il secondo stadio comprende un'anamnesi medica generale, l'esecuzione di immagini (Tomografia Computerizzata/TC: la struttura ossea, Risonanza Magnetica Nucleare/RMN: apparato cocleo-vestibolare e condotto uditivo interno) e una stimolazione elettrica del promontorio (le risposte soggettive a stimoli elettrici trans-timpanica).

Infine si completa l'informazione al paziente, per quanto riguarda le modalità dell'intervento chirurgico, i rischi e le complicanze, raccogliendo infine un consenso informato. 
- Nei bambini è necessario raccogliere dati più dettagliati per almeno sei mesi riguardo alle abilità percettive, all'intelligibilità verbale, alla produzione del linguaggio e allo sviluppo del linguaggio.

## Le controindicazioni
Le immagini possono mostrare l'assenza o un ridotto calibro del condotto uditivo interno, associato a una displasia (deformazione) cocleare.  Bambini con sordità secondaria a meningite possono rapidamente sviluppare un'ossificazione del labirinto, che impedisce l'infissione degli elettrodi nella coclea. Una sordità post-meningite deve essere avviata subito all'IC, anche se il bambino ha meno di 1 anno di età, ma gli elettrodi attivabili sono pochi e l'attivazione neurale è meno efficace. Un'altra controindicazione è rappresentata dall'agenesia (non sviluppato) completa del nervo acustico, associata a un'aplasia della coclea. Malformazioni con coclea ipoplasica possono far sorgere il dubbio sulla consistenza del nervo VIII.

## La chirurgia
L'impianto richiede un intervento chirurgico da parte di un chirurgo specializzato in otorinolaringoiatria. Esso viene eseguito in un lato solo ed eventualmente successivamente anche l'altro lato. L'intervento può durare dalle due ore e mezza alle cinque ore. Prima dell'intervento, il paziente andrà controllato per escludere infiammazioni delle vie aero-digestive superiori (VADS). Si può suddividere la chirurgia in due parti:
- alloggiamento e fissaggio del ricevitore-stimolatore nella squama del temporale.
- inserimento nella rampa timpanica del filo porta elettrodi (array).

La durata del ricovero necessario per l'intervento chirurgico è mediamente 3 giorni. Nel mese successivo alla dimissione vengono effettuati ripetuti controlli della situazione locale della ferita chirurgica.
A circa 20 giorni dall'intervento, l'impianto cocleare viene attivato gradualmente su tutti i canali. Seguono altre sessioni, mediamente 3-4 il primo mese di utilizzo, poi progressivamente più intervallate. Il processore del paziente è poi connesso a un computer per mezzo di un'interfaccia speciale, così da poter regolare i parametri dell'IC.

## Il mappaggio
L'attivazione parte dagli elettrodi inseriti più profondamente nella coclea (apicali) per proseguire sino ai più esterni (basali). Vengono ricercati per ogni elettrodo la soglia di detezione del segnale elettrico (T-level) corrispondente alla minima udibilità, e il livello massimo che genera il migliore comfort (C-level). Tutti questi parametri definiscono la cosiddetta mappa, che viene memorizzata nel processore del linguaggio. Il processore contiene quattro mappe. Gli stimoli acustici raccolti dal microfono verranno processati secondo i parametri costruiti e verranno collocati nei limiti del range dinamico del paziente. La mappa dovrà essere rivista periodicamente, durante il monitoraggio dell'abilitazione uditiva del soggetto.

## Terapia uditiva
Per ripristinare la percezione uditiva e capirla, molte volte si ricorre alla terapia uditiva data dal logopedista. Per i bambini pre- e periverbale comprende lo sviluppo delle abilità uditive e la maturazione cognitiva e metacognitiva. Nel soggetto udente, questi due processi interagiscono l'un l'altro fino a fondersi e a condurlo alla completa maturazione globale (evoluzione fisiologica). Per gli impiantati post-verbali le abilità uditive vanno stimolate in maniera analitica, in modo da creare una nuova mappa acustica cerebrale. Seguendo la detezione, la discriminazione, l'identificazione, il riconoscimento e la comprensione di vari elementi.